# Хотівля
Хоті́вля — село в Україні, у Городнянській міській громаді Чернігівського району Чернігівської області. Населення становить 482 осіб. До 2017 орган місцевого самоврядування — Хотівлянська сільська рада.
Неподалік від села розташований заказник «Опанасове».

## Історія
Під час організованого радянською владою Голодомору 1932—1933 років померло щонайменше 5 жителів села.
12 червня 2020 року, відповідно до розпорядження Кабінету Міністрів України № 730-р від «Про визначення адміністративних центрів та затвердження територій територіальних громад Чернігівської області», село увійшло до складу Городнянської міської громади.
19 липня 2020 року, в результаті адміністративно-територіальної реформи та ліквідації Городнянського району, село увійшло до складу Чернігівського району.

## Населення
Згідно з переписом УРСР 1989 року чисельність наявного населення села становила 743 особи, з яких 294 чоловіки та 449 жінок.
За переписом населення України 2001 року в селі мешкало 480 осіб.

### Мова
Розподіл населення за рідною мовою за даними перепису 2001 року:
| Мова       | Кількість | Відсоток |
| ---------- | --------- | -------- |
| українська | 449       | 93.15%   |
| білоруська | 19        | 3.94%    |
| російська  | 14        | 2.91%    |
| Усього     | 482       | 100%     |

## Галерея

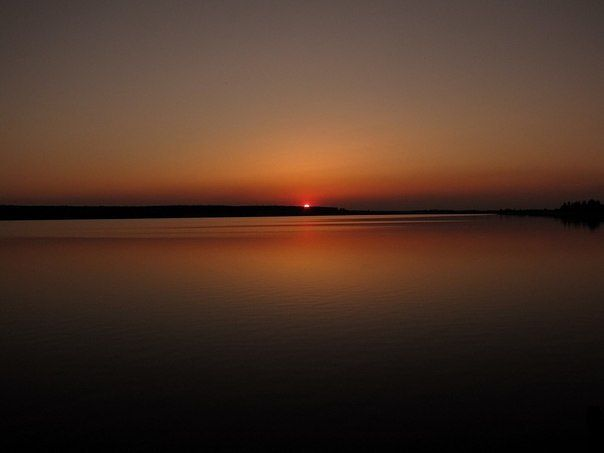

## Люди
- Курика Феодосій Костянтинович (1749 — 1785) — доктор медицини, випускник Лейденського університету, один із перших професорів медицини Московського університету.
- Назимко Петро Сергійович (народився 1933 в Хотівлі) — український вчений, освітянин.
- Страдомський Микола Федорович (10.12.1867 — ?) — доктор медицини (1895), ординатор Київської терапевтичної клініки, директор лікарні Цісаревича Олександра (Олександрівської лікарні) у Києві, голова київської міської санітарної комісії, заступник голови міської Думи, комісар м. Києва (червень-серпень 1917).